# Aeroportul Telupid
Aeroportul Telupid (IATA: TEL, ICAO: WBKE) este un aeroport din Sabah, Malaysia.
aeroportul dispune de o singură pistă.